# De Kleine Molen (Haarlem)
De Kleine Molen of De Hommel is een in 1879 gebouwde poldermolen aan de Hommeldijk 20 in Haarlem. De Hommel bemaalde de Vereenigde Groote en Kleine polders. De molen is een rietgedekte achtkantige molen van het type grondzeiler met een Oudhollands wiekenkruis. Hij is uitgerust met een vijzel, waarmee tot 1944 de polder werd bemalen. In dat jaar werd op last van de Duitse bezetter de polder onder water gezet. Na de oorlog is de Kleine Molen de behuizing voor een elektrisch gemaal geworden. In 1963/4 werd de molen opgeknapt, maar op 31 maart 1967 sloeg de bliksem in en brandde de molen uit. In 1972 en 1991 is de molen gerestaureerd, waarbij het verkoolde houten achtkant grotendeels is behouden.
De Kleine Molen is te bezoeken wanneer deze draait.